# SWM Tiger

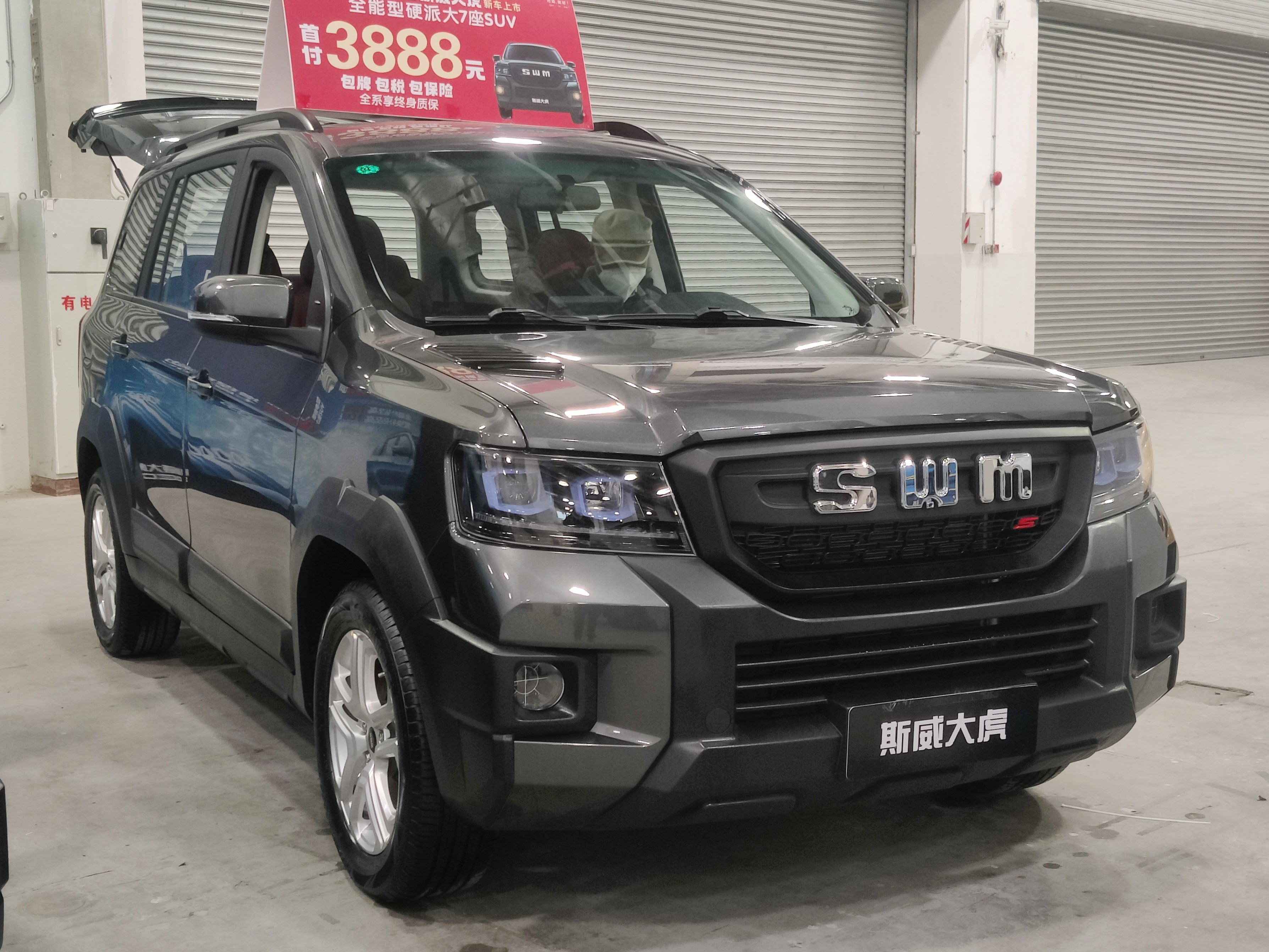
SWM Tiger спереду

SWM Tiger (大虎) — це 7-місний позашляховик середнього розміру, який виробляє китайський виробник SWM. SWM Tiger був представлений у серпні 2022 року в Китаї як більш міцна модель порівняно з SWM X3 на тій же платформі.

## Огляд
SWM Tiger — 7-місний автомобіль із 7-місною компонуванням 2+2+3. Потужність SWM Tiger походить від 3 варіантів двигуна, включаючи 1,5-літровий двигун DG15 з максимальною потужністю 85 кВт (116 кінських сил), а споживання палива двигуном, заявлене Міністерством промисловості та інформаційних технологій, становить 6,90 л/100 км. Ціни на SWM Tiger варіюються від 59 900 до 78 900 юанів.

## SWM Tiger EDi

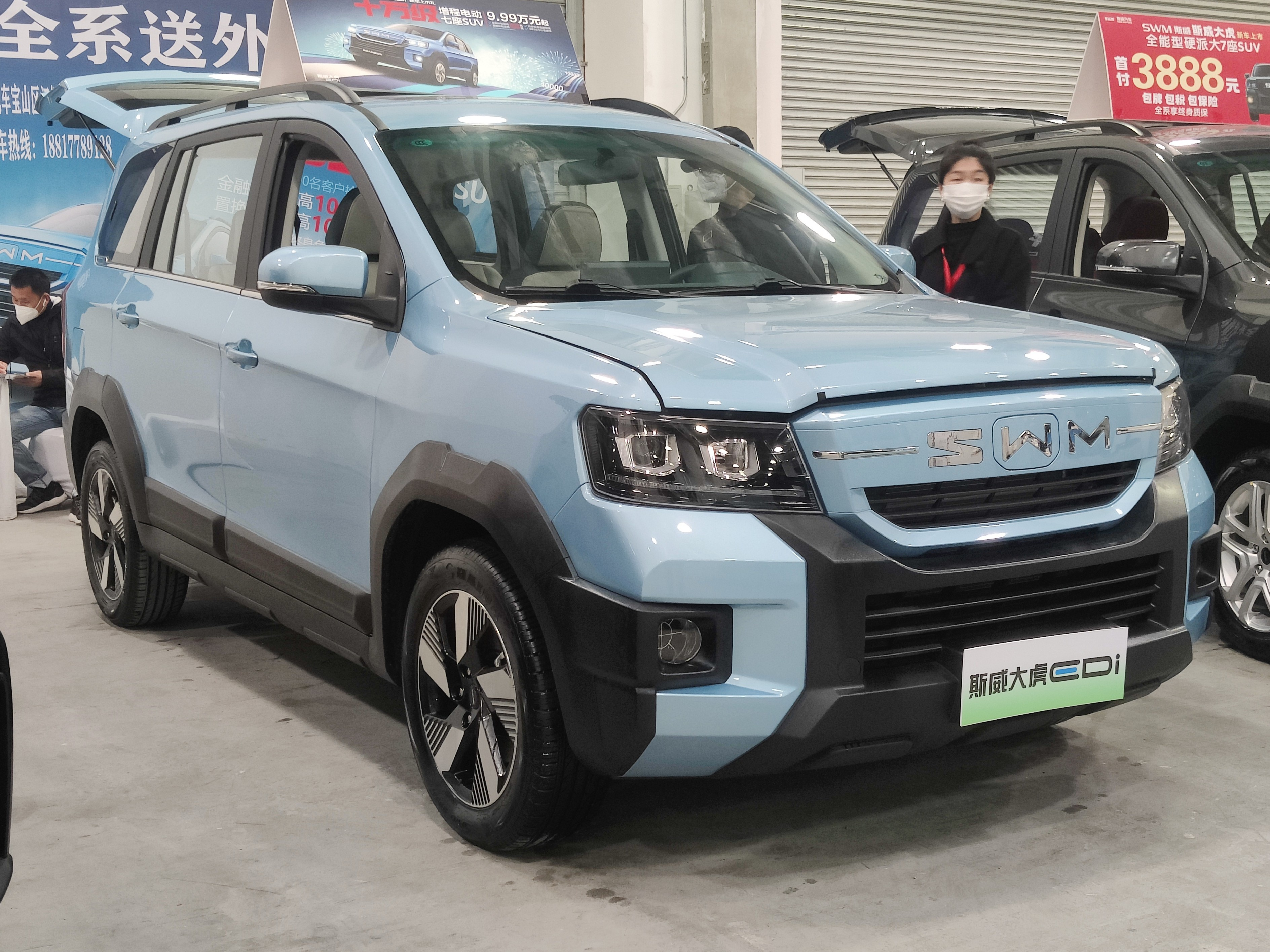
SWM Tiger EDi

SWM Tiger EDi — це версія електромобіля зі збільшеним запасом ходу звичайного SWM Tiger. Трансмісія SWM Tiger EDi була спільно розроблена SWM і FinDreams, компанією BYD. Tiger EDi оснащений 1,5-літровим чотирициліндровим бензиновим двигуном, який живить лише акумулятор. Фактична потужність, яка приводить в рух переднє колесо, походить від електромотора потужністю 105 кВт (143 к.с.) і 210 Нм. Акумулятор SWM Tiger EDi — це LFP, що підтримує запас ходу на електриці 51 км. Загальний запас ходу Tiger EDi з подовжувачем запасу ходу перевищує 1000 км.